# La Renaissance (hebdomadaire)
 (novembre 2019).
Pour les articles homonymes, voir La Renaissance.
La Renaissance est un hebdomadaire français d'information régionale et locale dont le siège se trouve à Paray-le-Monial, en Saône-et-Loire. 
La préfecture de Saône-et-Loire a retenu le journal comme publicateur d'annonces légales pour tout le département. 

## Histoire
Le journal a été fondé en 1906 par Joseph de Valence sous le titre « Réveil du Charolais et Brionnais ». 
De 1940 à 1944, il évolue en « Réveil de Saône-et-Loire » et prend à la Libération le nom de « La Renaissance ». 
En novembre 2020, le journal rejoint le groupe La Manche Libre, premier hebdomadaire régional de France.

## Diffusion
Le journal est principalement diffusé dans le Pays Charolais Brionnais et dans la région de l'Arroux, du Clunisois, du Mâconnais et des agglomérations du Creusot et de Montceau-les-Mines. En 2020, il a une diffusion payée de 5 350 exemplaires (en moyenne) par numéro, dont 2 745 exemplaires en formule abonnement. En 2015, la diffusion payée moyenne était de 8 615 exemplaires. En 2021, le journal a ajouté un cahier loisirs pour relancer ses ventes. Il est publié chaque vendredi.

## Divers
En septembre 2020, Jean-Marc Nesme, maire de Paray-le-Monial, est condamné en appel pour diffamation à l'encontre de son ancien chargé de communication, Philip Guyot de Caila, à la suite de propos publiés en novembre 2018 dans La Renaissance,. 